# Kunoy, Kunoy
Kunoy (IPA: [ˈkuːnɪ], danska: Kunø) är en by på Färöarna. Den ligger på västkusten av ön Kunoy, som den också namngivits av, och är administrativt centrum i Kunoys kommun. Vid folkräkningen 2015 hade Kunoy 71 invånare.

## Historia
Byn Kunoy omnämndes första gången i Hundbrevet. Kyrkan i byn byggdes 1867 och för att kunna finansiera köpet av altartavla och ljuskrona bestämdes det att varje fiskebåt skulle ge en fisk till kyrkan efter varje fisketur. Grannbyn Haraldssund på östkusten är dock äldre än Kunoy, medan orten Skarð idag är obebodd. Tidigare var postbåten från Klaksvík den enda förbindelsen med omvärlden, och det var först 1988 en vägförbindelse till Haraldssund byggdes. Detta skedde då en tunnel sprängdes fram genom bergen och senare en vägdämning över från Haraldssund till Borðoy. Detta gjorde att de flesta av Kunoys invånare idag kan arbeta i staden Klaksvík.

## Befolkningsutveckling
| Befolkningsutvecklingen i Kunoy 1985–2015 | Befolkningsutvecklingen i Kunoy 1985–2015 | Befolkningsutvecklingen i Kunoy 1985–2015 | Befolkningsutvecklingen i Kunoy 1985–2015 | Befolkningsutvecklingen i Kunoy 1985–2015 |
| ----------------------------------------- | ----------------------------------------- | ----------------------------------------- | ----------------------------------------- | ----------------------------------------- |
|                                           |                                           |                                           |                                           |                                           |
| År                                        |                                           |                                           | Folkmängd                                 |                                           |
| 1985                                      | 1985                                      |                                           | 46                                        |                                           |
| 1990                                      | 1990                                      |                                           | 48                                        |                                           |
| 1995                                      | 1995                                      |                                           | 58                                        |                                           |
| 2000                                      | 2000                                      |                                           | 67                                        |                                           |
| 2005                                      | 2005                                      |                                           | 72                                        |                                           |
| 2010                                      | 2010                                      |                                           | 78                                        |                                           |
| 2015                                      | 2015                                      |                                           | 71                                        |                                           |
|                                           |                                           |                                           |                                           |                                           |